# Shōnen Ai

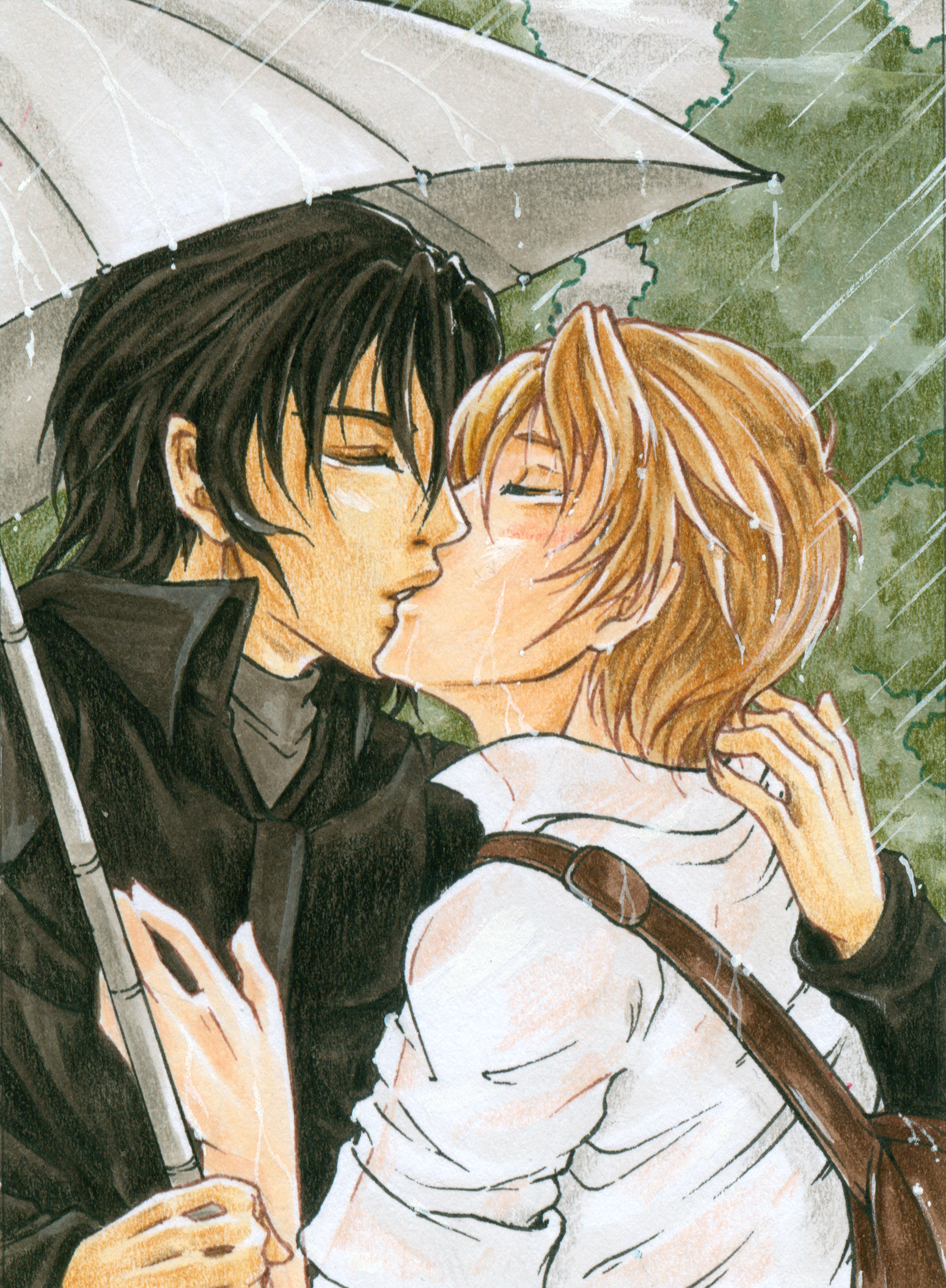
Beispiel eines Einzelbildes mit Shōnen-Ai-Motiv

Shōnen Ai (jap. 少年愛, dt. „Jungenliebe“) ist eine Bezeichnung für das Genre Boys Love, in dem gleichgeschlechtliche Beziehungen zwischen Männern im Mittelpunkt stehen und das vorrangig mit den Medien Anime und Manga verbunden ist. Während der Begriff in Japan schon seit den 1990er Jahren veraltet ist, hat er sich in westlichen Ländern verbreitet. Hauptzielgruppe sind nicht homosexuelle Männer, sondern Mädchen und Frauen. Ebenso handelt es sich bei so gut wie allen Autoren des Genres um weibliche Mangaka.

## In Japan
Das erste Werk des damals auch in Japan noch als Shōnen Ai bezeichneten Genres war 1970 Sunroom Nite von Keiko Takemiya. Moto Hagios Manga Tōma no Shinzō, der 1973 in Japan erschien, war die erste in Serie erschienene Geschichte. Auch das bereits ab 1972 erschienene Poe no Ichizoku um zwei asexuelle Vampire, ebenfalls von Hagio, wird bisweilen als erste Serie des Genres gezählt. Beide Zeichnerinnen waren Vertreterinnen der Gruppe der 24er, die den damaligen Mädchen-Manga revolutionierten. Das Genre hatte einige literarische Vorläufer in den Romanen von Mori Mari in den 1960ern.
Zu den typischen Merkmalen der damaligen Ausprägung des Genres – und damit von im japanischen Sinne – gehörten insbesondere: Die Protagonisten, wie bis heute noch bei Boys Love oft, sind üblicherweise Bishōnen – der nach historischen und exotischen Vorbildern, in Gestik und Mimik ethnisch verfremdete schöne, androgyne Jüngling. Sie sind bei Frauen beliebt, wählen aber Männer als Objekt ihrer Liebe. Der Schauplatz der Handlung ist eine Welt des Überflusses, in der Regel exotisch und historisch, oft an einer europäischen Jungenschule – in Deutschland oder Frankreich – und damit von der Lebenswelt der Leserinnen entrückt. Ein zentrales Thema sind Probleme mit dem Erwachsenwerden der Protagonisten und damit verbunden auch Angst und Missbrauch. Darüber hinaus sind die Geschichten tragisch, enden mit dem Tod der Figuren und frieren die perfekte Liebe als ewigen Traum ein. Wegen der üblichen Stilisierung der Charaktere war auch die Bezeichnung Bishōnen Manga für Shōnen Ai üblich. Sie fiel später zusammen mit Shōnen Ai aus der Mode.
In der Exotik, dem damit verbundenen Eskapismus und dem besonderen Drama zweier sich liebender junger Männer lag auch der besondere Reiz der Geschichten. Zudem konnten sie auf diese Weise Sex expliziter darstellen  – erstmals in den an jugendliche Mädchen gerichteten Shōjo-Magazinen. Denn da Frauen fehlten, konnte kein Vorwurf aufkommen, ein (schlechtes) Vorbild für die Leserinnen zu sein. Diese konnten sich mit den androgynen Protagonisten dennoch identifizieren. Damit spielte Shōnen Ai eine wichtige Rolle in der weiteren Entwicklung des Shōjo-Mangas in den 1970er, an dessen Ende schließlich auch heterosexuelle Beziehungen expliziter wurden. Mit der Verarbeitung von Einflüssen literarischer Vorlagen in den Shōnen-Ai-Geschichten, so stammten die Topoi der Internate und Jungenschulen unter anderem aus Geschichten von Hermann Hesse, war das Genre auch daran beteiligt, dass Shōjo-Mangas mit höherer literarischer Qualität entstanden.
Das erste allein dem Genre gewidmete Magazin war das 1978 gestartete June, dessen Name zeitweise auch zum Synonym für das Genre in Japan wurde und mit dem Begriff Shōnen Ai konkurrierte. Zu Beginn der 1980er Jahre verschwand Shōnen Ai weitgehend aus den allgemeinen Shōjo-Magazinen und fand hauptsächlich in Spartenmagazinen wie June statt. Die Zeit des Genres als Teil des Mainstream von Shōjo-Manga war damit vorbei. In Japan wurde Shōnen Ai in den 1990er Jahren durch den pseudoenglischen Begriff Boys Love (ボーイズラブ, bōizu rabu), kurz BL, abgelöst. Mit der Bezeichnung wollte man sich vom in den 1970er Jahren entstandenen Bild des Genres lösen, da nun eine größere inhaltliche Vielfalt und weniger jungenhafte Figuren, sondern auch erwachsenere Inhalt der Geschichten wurden. Dieser Begriff, wie auch die vom Titel eines Magazins abgeleitete Bezeichnung June, beziehen sich auf jegliche Geschichten über homosexuelle Männer, egal wie explizit die erotischen Darstellungen sind oder was Fokus der Handlung ist.

## Außerhalb Japans
Nach dem Verständnis, wie es sich in der westlichen Fanszene etabliert hatte, stehen bei Shōnen Ai Emotionen und Entwicklung der Beziehung und deren romantisch stilisierte Liebe im Vordergrund, explizite erotische Darstellungen kommen nicht vor. Dabei entsprechen die Protagonisten üblicherweise dem Ideal des Bishōnen. Werke mit homoerotischen Geschichten männlicher Protagonisten mit expliziteren bis pornografischen sexuellen Inhalten und Fokus auf dem Sex werden stattdessen als Yaoi bezeichnet. Bisweilen kann Shōnen Ai auch das gesamte Boys-Love-Genre bezeichnen. Die Definition und Abgrenzung des Genres außerhalb Japans ist nicht eindeutig. Es kann auch, wie bisweilen ebenfalls noch in Japan, nur die frühen Werke der 1970er und 1980er bezeichnen, die an exotischen, oft historischen, europäischen Schauplätzen spielen.
Als sich Boys Love in den 2000er Jahren in Deutschland etablierte, wurde der Begriff außer von der Fanszene zunächst auch vom Verlag Egmont als „Shonen Ai“ zur Kennzeichnung seiner Mangas verwendet, die weniger explizit in den Sexualdarstellungen sind, und vom pornografischen Yaoi abgegrenzt. Auch mehrere Glossare auf Websites und von Verlagen übernahmen diese Bedeutung, sodass sie weite Verbreitung fand und auch heute noch verwendet wird. Später wechselte Egmont zu „Boys Love“, wie es zuvor schon Carlsen und Tokyopop praktizierten.
In einer kritischen Betrachtung der Begriffsverwendungen stellt Björn-Ole Kamm fest, dass Shōnen Ai und die verwandten Begriffe, die im Genre Boys Love verwendet werden, nicht einheitlich verwendet werden und mal Oberbegriffe und mal eigene Subgenres bezeichnen, für die jeweils einzigartige Merkmale haben. Dennoch wird in Analysen oft nur ein Begriff verwendet oder nur ein Subgenre betrachtet und daraus Schlüsse für das gesamte Genre gezogen und verallgemeinert. Zwar seien bei sorgfältiger Prüfung Rückschlüsse möglich, doch herrsche oft eine undifferenzierte Betrachtung vor, die zu falschen Schlüssen und Verallgemeinerungen führe.

## Ausgewählte Werke
- Sunroom Nite von Keiko Takemiya, 1970
- 11-gatsu no Gymnasium von Moto Hagio, 1971
- Poe no Ichizoku von Moto Hagio, 1972–1976
- Tōma no Shinzō von Moto Hagio, 1973
- Kaze to Ki no Uta von Keiko Takemiya, 1976–1980
- Eroica yori Ai o Komete von Yasuko Aoike, 1976–
- Patalliro! von Mineo Maya, 1979–
- Banana Fish von Akimi Yoshida, 1985–1994
- Be-Boy Kidnapp’n Idol, 1989
- Zetsuai von Minami Ozaki, 1989